# Voorwerp Hanny

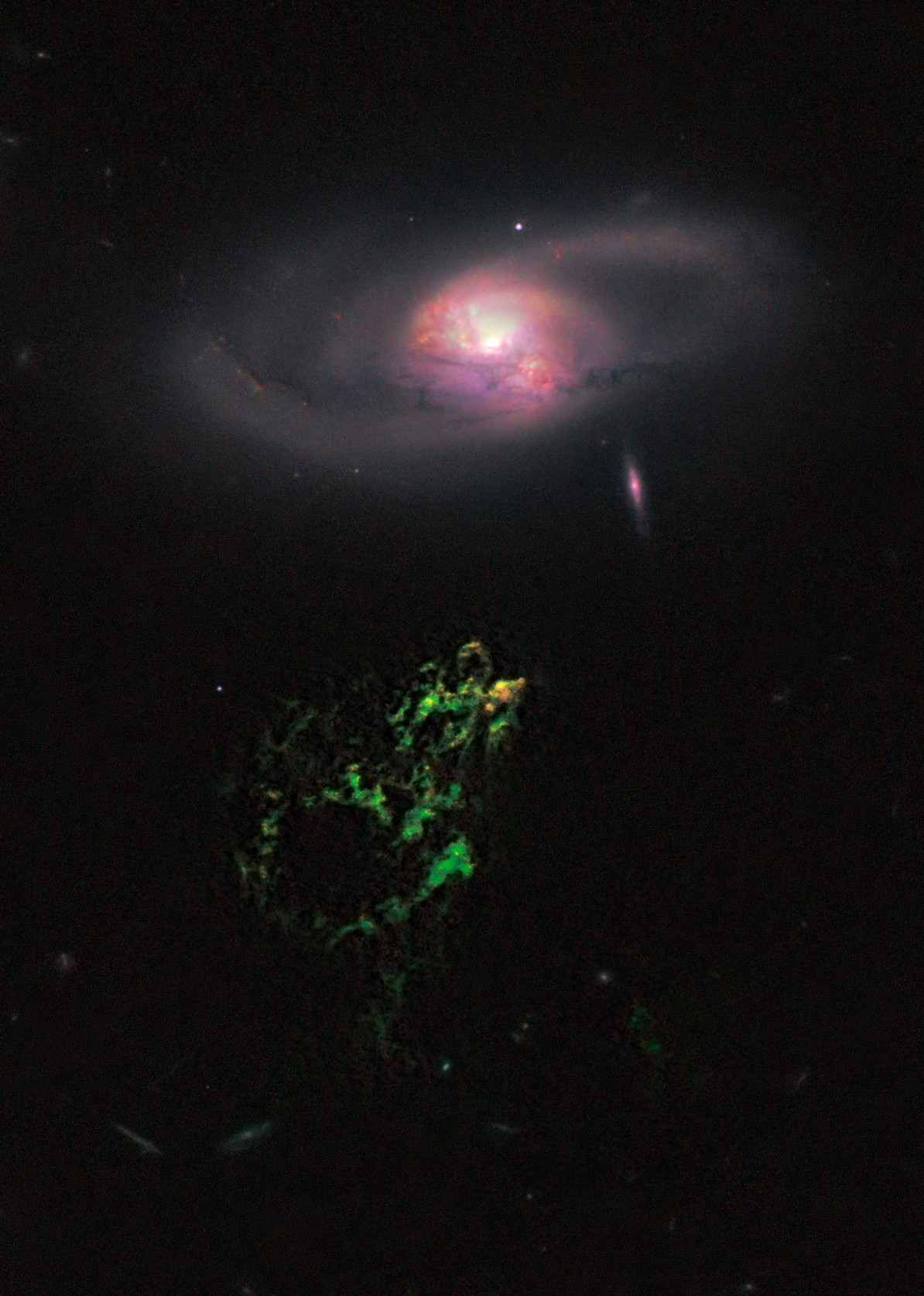
Obiekt Hanny i galaktyka IC 2497.

Voorwerp Hanny (hol. Obiekt Hanny) – obiekt astronomiczny o nieznanej naturze odkryty w 2007 roku przez holenderską nauczycielkę Hanny van Arkel w ramach projektu Galaxy Zoo na zdjęciach wykonanych w programie Sloan Digital Sky Survey. Znajduje się w kierunku gwiazdozbioru Małego Lwa w odległości około 700 milionów lat świetlnych od Ziemi.
Obiekt Hanny został dostrzeżony na zdjęciach galaktyki spiralnej IC 2497 w trakcie klasyfikacji galaktyk w ramach projektu Galaxy Zoo. Jego nazwa pochodzi od przydomka, który pojawił się na forum internetowym projektu.
Początkowe wnioski wyprowadzone na podstawie dostępnych zdjęć nie pozwalały wyjaśnić natury i pochodzenia tak dziwnego i nietypowego obiektu. Mimo swojej odległości jest on stosunkowo jasny, choć nie zawiera żadnych gwiazd. Dodatkowo posiada on charakterystyczną dziurę o średnicy 16 000 lat świetlnych.
Połączenie możliwości mocy rozdzielczej Europejskiej Sieci VLBI oraz brytyjskiej sieci interferometrycznej MERLIN umożliwiło naukowcom przeprowadzenie dokładniejszych badań galaktyki IC 2497 i pochodzenia Obiektu Hanny. Prowadzone obserwacje pozwoliły na odkrycie dwóch jasnych i zwartych źródeł promieniowania, których spektrum wskazuje na obecność w IC 2497 czarnej dziury wraz z dyskiem akrecyjnym i dżetami materii wyrzucanej z relatywistycznymi prędkościami w przeciwległych, biegunowych kierunkach względem osi obrotu dysku.
Pozwala to przypuszczać, że to promieniowanie pochodzące ze środka galaktyki IC 2497 podgrzewa Voorwerp Hanny do temperatury ponad 10 000°C. Proces ten – w połączeniu z dużym zagęszczeniem materii w okolicy dżeta – prowadzi do wzmożonej aktywności gwiazdotwórczej na niewielkim obszarze o średnicy około 3000 lat świetlnych. Dżet wyrzucanej materii zawiera masę porównywalną z 70 masami Słońca. Tempo wyrzutu materii jest więc 6 razy większe niż w przypadku pobliskiej galaktyki Messier 82, będącej typową galaktyką gwiazdotwórczą.
Dalsze badania Obiektu Hanny będą prowadzone przy użyciu Kosmicznego Teleskopu Hubble’a.